# Mordellistena biplagiata
Mordellistena biplagiata is een keversoort uit de familie spartelkevers (Mordellidae). De wetenschappelijke naam van de soort is voor het eerst geldig gepubliceerd in 1864 door Helmuth.